# Pacific Coast Championships 1970
Il Pacific Coast Championships 1970 è stato un torneo di tennis giocato sul cemento. È stata l'81ª edizione del Pacific Coast Championships, che fa parte del Pepsi-Cola Grand Prix 1970. Si è giocato a Berkeley negli Stati Uniti, dal 28 settembre al 4 ottobre 1970.

## Campioni

### Singolare
Arthur Ashe ha battuto in finale  Cliff Richey con il punteggio di 6–4, 6–2, 6–4

### Doppio
Robert Lutz /  Stan Smith hanno battuto in finale  Roy Barth /  Tom Gorman con il punteggio di 6–2, 7–5, 4–6, 6–2